# Myszochomikowate
Myszochomikowate (Calomyscidae) – monotypowa rodzina ssaków z nadrodziny myszowych (Muroidea) w obrębie rzędu gryzoni (Rodentia). 

## Zasięg występowania
Rodzina obejmuje gatunki występujące w Azji (Azerbejdżan, Turcja, Syria, Iran, Turkmenistan, Afganistan i Pakistan).

## Morfologia
Długość ciała (bez ogona) 66–98 mm, długość ogona 55–104 mm, długość ucha 12–21 mm, długość tylnej stopy 13–25 mm; masa ciała 14–39 g.

## Systematyka
Rodzaj Calomyscus zdefiniował w 1905 roku angielski zoolog Oldfield Thomas w artykule poświęconym opisowi kolekcji ssaków uzyskanej przez płk. A.C. Bailwarda w Persji i Armenii, opublikowanym w czasopiśmie Abstracts of the Proceedings of the Zoological Society of London. Gatunkiem typowym jest (oznaczenie monotypowe) myszochomik długoogonowy (C. bailwardi).

### Etymologia
Calomyscus: gr. καλος kalos ‘piękny’; μυσκος muskos ‘myszka’, zdrobnienie od μυς mus, μυος muos ‘mysz’.

### Podział systematyczny
Do rodziny należy jeden rodzaj myszochomik (Calomyscus) z następującymi występującymi współcześnie gatunkami:
| Grafika | Gatunek                | Autor i rok opisu                                                         | Nazwa zwyczajowa           | Podgatunki         | Rozmieszczenie geograficzne | Podstawowe wymiary                                 | Status IUCN |
| ------- | ---------------------- | ------------------------------------------------------------------------- | -------------------------- | ------------------ | --- | -------------------------------------------------- | ----------- |
|         | Calomyscus bailwardi   | O. Thomas, 1905                                                           | myszochomik długoogonowy   | gatunek monotypowy | zachodni i południowy Iran (góry Zagros i północne góry Genu); być może południowo-wschodnia Turcja                                                               | DC: 8–9,2 cm DO: 8,1–9,2 cm MC: 17–22 g            | LC          |
|         | Calomyscus hotsoni     | O. Thomas, 1920                                                           | myszochomik stokowy        | gatunek monotypowy | wschodni i południowo-wschodni Iran oraz południowo-zachodni i południowy Pakistan                                                                                | DC: 6,7–8,5 cm DO: 7,3–9 cm MC: – g                | LC          |
|         | Calomyscus baluchi     | O. Thomas, 1920                                                           | myszochomik beludżystański | 3 podgatunki       | skaliste obszary w północnym i wschodnim Afganistanie oraz północno-zachodnim i zachodnim Pakistanie                                                              | DC: 7,3–9,7 cm DO: 6,3–10,2 cm MC: 15–30 g         | LC          |
|         | Calomyscus mystax      | Kashkarov, 1925                                                           | myszochomik turkmeński     | gatunek monotypowy | zachodni i południowy Turkmenistan, północno-wschodni Iran (Uly Balkan oraz zachodni i środkowy Kopet-dag)                                                        | DC: 7–9,8 cm DO: 6,2–10,4 cm MC: brak danych       | LC          |
|         | Calomyscus elburzensis | G.G. Goodwin, 1938                                                        | myszochomik górski         | 3 podgatunki       | góry północnego i północno-wschodniego Iranu (na wschód od gór Elburs), południowo-zachodniego i południowego Turkmenistanu oraz północno-zachodniego Afganistanu | DC: 8,2–8,8 cm DO: 8,4–9 cm MC:brak danych         | LC          |
|         | Calomyscus grandis     | Schlitter & Setzer, 1973                                                  | myszochomik wielki         | gatunek monotypowy | Iran (wulkan Demawend, środkowa część gór Elbrus; granice zasięgu nieznane)                                                                                       | DC: 7,5–9,4 cm DO: 8,8–9,9 cm MC: brak danych      | DD          |
|         | Calomyscus darvishi    | Rezazadeh, Zali, Ahmadzadeh, Siahsarvie & Aliabadian, 2024                |                            | gatunek monotypowy | Iran (znany tylko z miejsca typowego z ostanu Isfahan, w zachodniej części centralnych gór Zagros)                                                                | DC: około 8,6 cm DO: około 10,9 cm MC: brak danych | NE          |
|         | Calomyscus kiabii      | Rezazadeh, Ahmadzadeh & Aliabadian, 2024                                  |                            | gatunek monotypowy | północno-zachodni Iran (znany z 3 miejsc: miejsca typowego w Piranszahr (ostan Azerbejdżan Zachodni), Saghghez (ostan Kurdystan) i Hir (ostan Ardabil))           | DC: około 7,7 cm DO: około 9,4 cm MC: brak danych  | NE          |
|         | Calomyscus urartensis  | Vorontsov & Kartavseva, 1979                                              | myszochomik skalny         | gatunek monotypowy | południowo-zachodni Azerbejdżan i skrajny północno-zachodni Iran; prawdopodobnie południowo-wschodnia Turcja                                                      | DC: 7,8–9,1 cm DO: 7,5–9,3 cm MC: 15–39 g          | LC          |
|         | Calomyscus tsolovi     | Peshev, 1991                                                              | myszochomik syryjski       | gatunek monotypowy | Syria (dystrykt Dara (zasięg oparty na zaledwie 14 zebranych okazach))                                                                                            | DC: 6,6–7,5 cm DO: 5,5–6,6 cm MC: brak danych      | DD          |
|         | Calomyscus behzadi     | Akharirad, Dezhman, Aliabadian, Siahsarvie, Shafaeipour & Mirshamsi, 2021 |                            | gatunek monotypowy | zachodni Iran (znany z 2 miejsc: Songor (ostan Kermanszah) i Ghalarang (ostan Ilam)                                                                               | DC: około 8,3 cm DO: około 9,2 cm MC: brak danych  | NE          |
|         | Calomyscus kermanensis | Dezhman, Akbarirad, Aliabadian, Siahsarvie, Shafaeipour & Mirshamsi, 2023 |                            | gatunek monotypowy | Iran (ostany Kohgiluje wa Bujerahmad, Fars, Kerman, Jazd i Hormozgan (góry Genu) w północno-wschodniej części Zatoki Perskiej)                                    | DC: 6,5–9,1 cm DO: 7,4–10,2 cm MC: brak danych     | NE          |

Kategorie IUCN:  LC  – gatunek najmniejszej troski,  DD  – gatunki o nieokreślonym stopniu zagrożenia;  NE  – gatunki niepoddane jeszcze ocenie.
Opisano również gatunki wymarłe:
- Calomyscus delicatus Aguilar, Brandy & Thaler, 1984[16] (Hiszpania; miocen)
- Calomyscus minor De Bruijn, Dawson & Mein, 1970[17] (Grecja; pliocen)